# Cuchillo Parado
Cuchillo Parado è un centro abitato del Messico, situato nello stato di Chihuahua e nella municipalità di Coyame del Sotol.
Cuchillo Parado è considerata la culla della rivoluzione messicana. Qui infatti il 14 novembre 1910 Toribio Ortega Ramírez alla testa di 70 guerriglieri prese le armi contro il dittatore Porfirio Díaz, sei giorni prima che Francisco Madero proclamasse l'insurrezione generale secondo il Piano di San Luis Potosí.
Cuchillo Parado si trova nel deserto di Chihuahua e sulle rive del Rio Conchos e attualmente è una piccola cittadina dedita all'agricoltura ed è collegata da una strada sterrata di 11 chilometri con la Carretera Federal 16 Chihuahua - Ojinaga e altre attività economiche sono il bestiame, la produzione di sotol e diverse fibre ottenute dalle piante del deserto, tuttavia oggi la maggior parte della popolazione, specialmente le giovani generazioni, sono migrate nella ricerca di una migliore occupazione e opportunità di studio.
Per onorare la sua conquista rivoluzionaria nel 1910 da parte di Toribio Ortega Ramírez e dei suoi uomini, il congresso locale anno dopo anno e secondo la disposizione, tiene le sue funzioni in questo luogo.
In tempi recenti, Cuchillo Parado è diventata una città turistica, perché da essa partono le spedizioni che attraversano in barca le rapide del fiume Conchos attraverso il Canyon del Pegüis.
Nella zona è presente anche un'attività di estrazione mineraria di argento, rame e piombo ma ci sono voci che ci siano anche altri minerali.
La Presa del Granero aveva inizialmente progettato di costruire lì, ma si è visto che il terreno non era molto solido e inoltre era stato individuato un deposito di sale che non era ancora stato sfruttato.